# انتخابات الرئاسة الإندونيسية 2019
انتخابات الرئاسة الإندونيسية 2019 هي انتخابات رئاسية جرت في 17 أبريل 2019، في إندونيسيا، لانتخاب رئيس إندونيسيا.
فاز بالانتخابات جوكو ويدودو، وحصل على 85,607,362 صوتاً.

## المرشحين
| المرشح          | الحزب | عدد الأصوات | عدد المقاعد |
| --------------- | ----- | ----------- | ----------- |
| جوكو ويدودو     |       | 85,607,362  |             |
| فرابوو سوبيانتو |       | 68,650,239  |             |